# Champaign (Band)
Champaign ist eine amerikanische R&B- und Soulband, die 1981 durch das Lied How ’Bout Us international bekannt wurde.

## Bandgeschichte
Die Gruppe Champaign benannte sich nach ihrer Heimatstadt in Illinois, wo sich die Gründungsmitglieder 1978 zusammenfanden. Zunächst eröffneten Michael Day, Michael Reed, Howard Reeder und Dana Walden ein Studio namens „Creative Audio“, begannen aber bald damit, unter dem Namen Champaign als Band aufzutreten. Neben dem Leadsänger Pauli Carman stießen auch Rena Jones und Rocky Maffit dazu.
1980 bekam die Formation einen Plattenvertrag bei Columbia Records und veröffentlichte Anfang 1981 die Single How ’Bout Us sowie kurz darauf das gleichnamige Debütalbum. Beide Tonträger konnten sich in den US-Pop- und R&B-Charts platzieren, die Single erreichte Platz 4 der R&B-Charts und die Top 10 im Vereinigten Königreich, wo sie mit einer Silbernen Schallplatte ausgezeichnet wurde.
Bis zur Trennung der Gruppe im Jahr 1984 erschienen zwei weitere Studioalben, Modern Heart (1983) und Woman in Flames (1984), deren Auskopplungen hauptsächlich in den R&B-Charts Erfolg hatten: Try Again stieg dort 1983 auf Platz 2, Off and On Love 1984 auf Platz 10. 1991 kam es zur Reunion Champaigns und zur Veröffentlichung des vierten Albums Champaign IV. Nachdem sowohl das Album als auch die ausgekoppelten Tracks Trials of the Heart und All My Love nicht an den Erfolg der Vorgänger anknüpfen konnten, trenne sich die Gruppe 1991 erneut.
2008 stellte Pauli Carman eine völlig neu besetzte Band zusammen und tourt wieder unter dem Namen Champaign durch die USA. Es erschienen seitdem einige Alben, die jedoch weitgehend unbeachtet blieben.

## Mitglieder

### Aktuelle Besetzung
- Pauli Carman – Leadgesang
- Leah – Gesang
- Carmah – Gesang
- Diana Johnson Cline – Gesang
- Terry Richmond (aka Tea Bird) – Leadgitarre
- William Dale III – Bass
- Dean Knox – Saxophon
- Noel – Schlagzeug

### Gründungsmitglieder
- Pauli Carman – Leadgesang
- Dana Walden – Keyboard, Synthesizer
- Leon Howard Reeder – Gitarre
- Michael Allen Day († 2001) – Keyboard, Gitarre, Gesang
- Michael Reed – Bass (nur 1981)
- Rena Jones (aka Rena Day) – Gesang
- Rocky David Maffit – Schlagzeug, Perkussion

### Ehemalige Mitglieder
- Ken Soderblom – Saxophon, Flöte
- Paul Edward Richmond – Bass
- Morris Jennings – Schlagzeug
- Tommy Radke – Schlagzeug

## Diskografie

### Studioalben
| Jahr | Titel Musiklabel         | Höchstplatzierung, Gesamtwochen, AuszeichnungChartplatzierungen (Jahr, Titel, Musiklabel, Platzierungen, Wochen, Auszeichnungen, Anmerkungen) | Höchstplatzierung, Gesamtwochen, AuszeichnungChartplatzierungen (Jahr, Titel, Musiklabel, Platzierungen, Wochen, Auszeichnungen, Anmerkungen) | Höchstplatzierung, Gesamtwochen, AuszeichnungChartplatzierungen (Jahr, Titel, Musiklabel, Platzierungen, Wochen, Auszeichnungen, Anmerkungen) | Höchstplatzierung, Gesamtwochen, AuszeichnungChartplatzierungen (Jahr, Titel, Musiklabel, Platzierungen, Wochen, Auszeichnungen, Anmerkungen) | Anmerkungen                                                               |
| Jahr | Titel Musiklabel         | DE | UK | US | R&B | Anmerkungen                                                               |
| ---- | ------------------------ | --- | --- | --- | --- | ------------------------------------------------------------------------- |
| 1981 | How ’Bout Us Columbia    | — | UK38 (4 Wo.)UK | US53 (20 Wo.)US | R&B14 (22 Wo.)R&B | Erstveröffentlichung: März 1981 Produzent: Leo Graham                     |
| 1983 | Modern Heart Columbia    | — | — | US64 (24 Wo.)US | R&B9 (29 Wo.)R&B | Erstveröffentlichung: März 1983 Produzenten: Champaign, George Massenburg |
| 1984 | Woman in Flames Columbia | — | — | US184 (3 Wo.)US | R&B45 (19 Wo.)R&B | Erstveröffentlichung: Oktober 1984 Produzenten: Champaign                 |
| 1991 | Champaign IV Malaco      | — | — | — | R&B72 (8 Wo.)R&B | Erstveröffentlichung: April 1991 Produzent: Michael Day                   |

Weitere Studioalben
- 2008: Carma
- 2010: Get Back 2 Love
- 2013: Love Kind
- 2014: Eyes of the Spirit

### Kompilationen
- 2003: The Very Best of Champaign: How ’Bout Us
- 2012: Modern Heart / Woman in Flames

### Singles
| Jahr | Titel Album                      | Höchstplatzierung, Gesamtwochen, AuszeichnungChartplatzierungen (Jahr, Titel, Album, Platzierungen, Wochen, Auszeichnungen, Anmerkungen) | Höchstplatzierung, Gesamtwochen, AuszeichnungChartplatzierungen (Jahr, Titel, Album, Platzierungen, Wochen, Auszeichnungen, Anmerkungen) | Höchstplatzierung, Gesamtwochen, AuszeichnungChartplatzierungen (Jahr, Titel, Album, Platzierungen, Wochen, Auszeichnungen, Anmerkungen) | Höchstplatzierung, Gesamtwochen, AuszeichnungChartplatzierungen (Jahr, Titel, Album, Platzierungen, Wochen, Auszeichnungen, Anmerkungen) | Anmerkungen                          |
| Jahr | Titel Album                      | DE | UK | US | R&B | Anmerkungen                          |
| ---- | -------------------------------- | --- | --- | --- | --- | ------------------------------------ |
| 1981 | How ’Bout Us                     | DE42 (8 Wo.)DE | UK5 Silber · (13 Wo.)UK | US12 (23 Wo.)US | R&B4 (22 Wo.)R&B | Erstveröffentlichung: Januar 1981    |
| 1981 | I’m on Fire How ’Bout Us         | — | — | — | R&B73 (5 Wo.)R&B | Erstveröffentlichung: Mai 1981       |
| 1983 | Try Again Modern Heart           | — | — | US23 (20 Wo.)US | R&B2 (25 Wo.)R&B | Erstveröffentlichung: Februar 1983   |
| 1983 | Let Your Body Rock Modern Heart  | — | — | — | R&B62 (7 Wo.)R&B | Erstveröffentlichung: Juli 1983      |
| 1984 | Off and On Love Woman in Flames  | — | UK76 (4 Wo.)UK | — | R&B10 (14 Wo.)R&B | Erstveröffentlichung: September 1984 |
| 1984 | This Time Woman in Flames        | — | — | — | R&B43 (12 Wo.)R&B | Erstveröffentlichung: Dezember 1984  |
| 1991 | Trials of the Heart Champaign IV | — | — | — | R&B64 (8 Wo.)R&B | Erstveröffentlichung: März 1991      |

Weitere Singles
- 1981: Can You Find the Time
- 1985: Intimate Strangers
- 1991: All My Love